# Nicholas Baptiste
Pour les articles homonymes, voir Baptiste.
Nicholas Baptiste (né le 4 août 1995 à Ottawa dans la province d'Ontario au Canada) est un joueur professionnel canadien de hockey sur glace. Il évolue au poste d'ailier droit.

## Biographie
Il est repêché au troisième tour par les Sabres de Buffalo, au 69e rang, lors du repêchage d'entrée dans la LNH 2013 après avoir complété sa deuxième saison avec les Wolves de Sudbury dans la LHO. Durant la saison 2014-2015, les Wolves l'échangent aux Otters d'Érié, avec lesquels il termine sa carrière junior.
Après avoir passé toute la saison 2015-2016 dans la LAH avec les Americans de Rochester, équipe affiliée aux Sabres, il fait ses débuts dans la LNH le 18 octobre 2016 contre les Flames de Calgary.
Le 1er octobre 2018, il est échangé aux Predators de Nashville en retour du défenseur Jack Dougherty. 
Le 25 février 2019, il est transigé aux Maple Leafs de Toronto contre des considérations futures. 

## Statistiques

### En club
| Saison     | Équipe                 | Ligue      |                   | Saison régulière  | Saison régulière  | Saison régulière  | Saison régulière  | Saison régulière |    | Séries éliminatoires | Séries éliminatoires | Séries éliminatoires | Séries éliminatoires | Séries éliminatoires |
| Saison     | Équipe                 | Ligue      | PJ                | B                 | A                 | Pts               | Pun               | PJ               | B  | A                    | Pts                  | Pun                  |                      |                      |
| 2011-2012  | Wolves de Sudbury      | LHO        | 64                | 8                 | 19                | 27                | 42                | 4                | 0  | 0                    | 0                    | 2                    |                      |                      |
| 2012-2013  | Wolves de Sudbury      | LHO        | 66                | 21                | 27                | 48                | 44                | 9                | 3  | 1                    | 4                    | 6                    |                      |                      |
| 2013-2014  | Wolves de Sudbury      | LHO        | 65                | 45                | 44                | 89                | 59                | 5                | 1  | 4                    | 5                    | 8                    |                      |                      |
| 2014-2015  | Wolves de Sudbury      | LHO        | 12                | 6                 | 5                 | 11                | 8                 | -                | -  | -                    | -                    | -                    |                      |                      |
| 2014-2015  | Otters d'Érié          | LHO        | 41                | 26                | 27                | 53                | 18                | 20               | 12 | 11                   | 23                   | 10                   |                      |                      |
| 2015-2016  | Americans de Rochester | LAH        | 62                | 13                | 15                | 28                | 30                | -                | -  | -                    | -                    | -                    |                      |                      |
| 2016-2017  | Americans de Rochester | LAH        | 59                | 25                | 16                | 41                | 34                | -                | -  | -                    | -                    | -                    |                      |                      |
| 2016-2017  | Sabres de Buffalo      | LNH        | 14                | 3                 | 1                 | 4                 | 6                 | -                | -  | -                    | -                    | -                    |                      |                      |
| 2017-2018  | Americans de Rochester | LAH        | 36                | 7                 | 11                | 18                | 22                | 3                | 1  | 0                    | 1                    | 2                    |                      |                      |
| 2017-2018  | Sabres de Buffalo      | LNH        | 33                | 4                 | 2                 | 6                 | 14                | -                | -  | -                    | -                    | -                    |                      |                      |
| 2018-2019  | Admirals de Milwaukee  | LAH        | 55                | 12                | 10                | 22                | 14                | -                | -  | -                    | -                    | -                    |                      |                      |
| 2018-2019  | Marlies de Toronto     | LAH        | 18                | 2                 | 5                 | 7                 | 6                 | 13               | 1  | 0                    | 1                    | 2                    |                      |                      |
| 2019-2020  | Marlies de Toronto     | LAH        | 29                | 3                 | 6                 | 9                 | 8                 | -                | -  | -                    | -                    | -                    |                      |                      |
| 2019-2020  | Senators de Belleville | LAH        | 6                 | 1                 | 1                 | 2                 | 2                 | -                | -  | -                    | -                    | -                    |                      |                      |
| 2020-2021  | Stars du Texas         | LAH        | 34                | 12                | 11                | 23                | 18                | -                | -  | -                    | -                    | -                    |                      |                      |
| 2021-2022  | Ilves                  | Liiga      | 52                | 21                | 14                | 35                | 41                | 13               | 5  | 0                    | 5                    | 2                    |                      |                      |
| 2022-2023  | Kölner Haie            | DEL        | 46                | 14                | 20                | 34                | 24                | 6                | 3  | 1                    | 4                    | 4                    |                      |                      |
| 2023-2024  | Tappara                | Liiga      | 50                | 14                | 13                | 27                | 26                | 16               | 2  | 4                    | 6                    | 10                   |                      |                      |
| 2024-2025  | HK Vitiaz              | KHL        | 11                | 2                 | 1                 | 3                 | 6                 | -                | -  | -                    | -                    | -                    |                      |                      |
| 2024-2025  | Augsburger Panther     | DEL        | Saison en cours ? | Saison en cours ? | Saison en cours ? | Saison en cours ? | Saison en cours ? |                  |    |                      |                      |                      |                      |                      |
| Totaux LNH | Totaux LNH             | Totaux LNH | 47                | 7                 | 3                 | 10                | 20                | -                | -  | -                    | -                    | -                    |                      |                      |

### En équipe nationale
| Année | Équipe     | Compétition                  |   | PJ | B | A | Pts | Pun           |  | Résultat |
| 2013  | Canada U18 | Championnat du monde -18 ans | 7 | 3  | 5 | 8 | 4   | Médaille d'or |  |          |

## Trophées et honneurs personnels
- 2013-2014 : nommé dans la troisième équipe d'étoiles de la LHO.